# Laurence Farreng

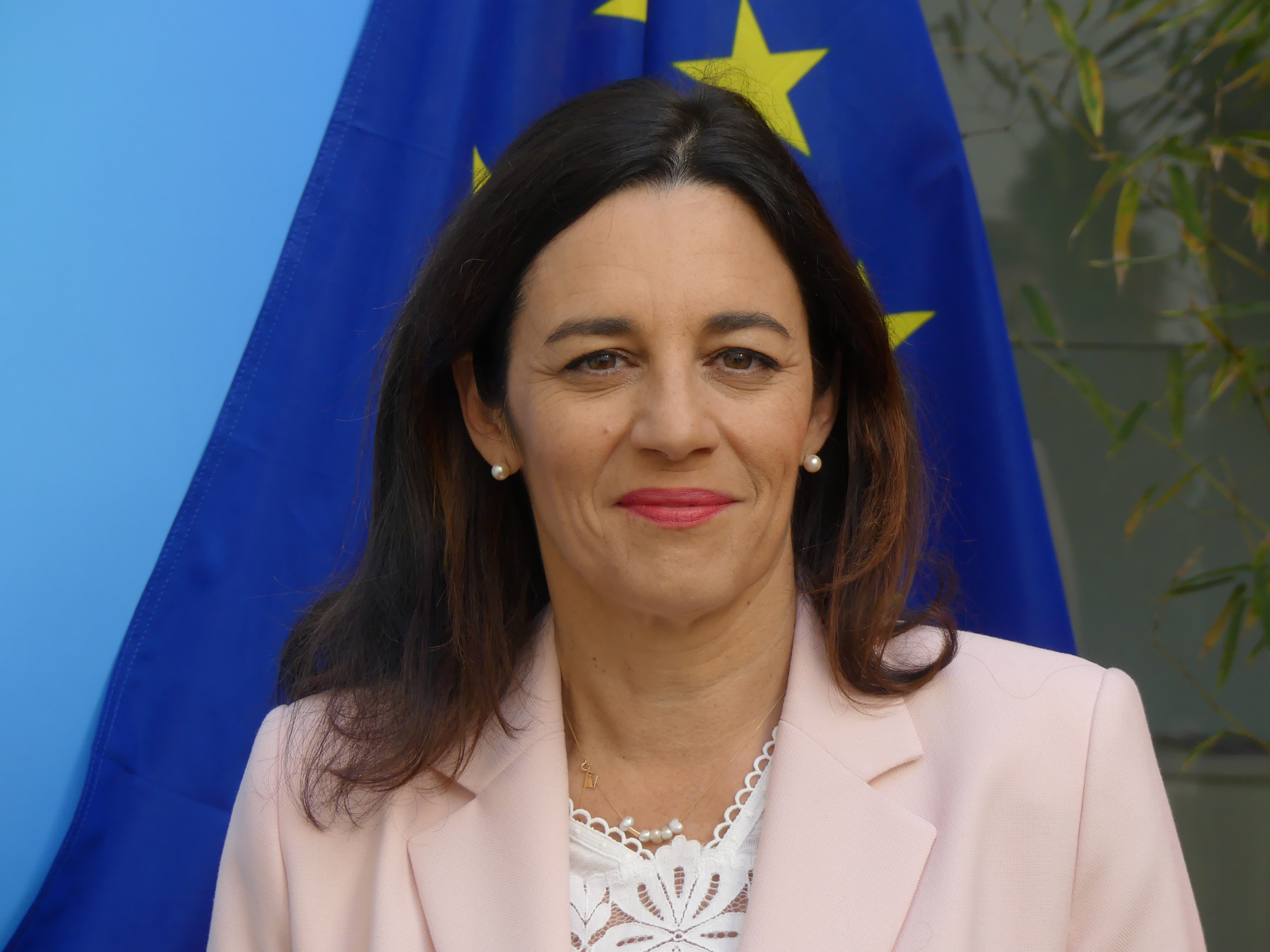
Laurence Fareng (2020)

Laurence Farreng (geboren am 6. September 1966 in Nîmes) ist eine französische Politikerin (MoDem). Farreng ist sowohl Kommunalpolitikerin in Pau sowie seit der Europawahl 2019 Mitglied des Europäischen Parlaments als Teil der Fraktion Renew Europe.

## Leben
Laurence Farreng wurde am 6. September 1966 in Nîmes geboren. Nach ihrer Schulausbildung studierte sie an Université Montpellier-I und an der Université d’Avignon et des Pays de Vaucluse.
Nach ihrem Studium arbeitete sie mehr als 20 Jahre in der Werbebranche: Bei EURO RSCG / Cap Consultants (1988–2000), YSA (2000–2009) und Change (2010–2015). 2014 kandidierte sie bei den Kommunalwahlen für den Gemeinderat der Stadt Pau. Auf der Liste des Mouvement démocrate (MoDem) zur stellvertretenden Bürgermeisterin gewählt, entschied sich nach einem Jahr in die Stadtverwaltung zu wechseln, um dort als Leiterin für Kommunikation, Veranstaltungen und Protokoll tätig zu sein. 2020 kandidierte sie erneut bei den Kommunalwahlen auf der Liste des MoDem und gewann sowohl ein Mandat im Gemeinderat von Pau wie im Rat des Gemeindeverbandes von Pau Béarn Pyrénées.
Für die Europawahl 2019 nominierte ihre Partei MoDem sie für den 15. Listenplatz der gemeinsam mit LREM und anderen eingereichten Listenverbindung Renaissance; wobei sie ihre Kommunalmandate nicht aufgab. Renaissance gewann 22,4 Prozent und damit 23 der 79 französischen Parlamentsmandate, sodass Farreng direkt einzog. Mit ihren Parteikolleginnen und -kollegen trat sie der neugegründeten liberalen Fraktion Renew Europe bei. Für ihre Fraktion ist sie Mitglied im Ausschuss für Kultur und Bildung. Des Weiteren ist sie stellvertretendes Mitglied im Ausschuss für regionale Entwicklung.